# Dny Fešandy Pat
Dny Fešandy Pat (jiným názvem Tenkrát s Parádnicí Pat, anglicky The Days of Perky Pat) je vědeckofantastická povídka/noveleta amerického spisovatele Philipa K. Dicka, která vyšla poprvé v prosinci 1963 v magazínu Amazing Stories.
Děj se odehrává v Kalifornii v období po globální jaderné válce, kde izolované zbytky lidstva přežívají v podzemních protiatomových bunkrech.
Příběh podnítila vlna komerčního zájmu o panenku Barbie, se kterou si hrály i autorovy děti. Podle Dickova názoru neměly být tyto panenky určeny pro děti.

## Postavy
- Norman Schein
- Fran Scheinová
- Timothy Schein – kluk z pinoleské klikodíry
- Sam Regan
- Jean Reganová
- Tod Morrison
- Helen Morrisonová
- Bill Ferner
- Fred Chamberlain – kluk z pinoleské klikodíry
- Hooker Glebe – starosta pinoleské klikodíry
- Ben Fennimore – starosta berkeleyské klikodíry
- Walter R. Wynn – hráč z oaklandské klikodíry
- Charley Dowd – hráč z oaklandské klikodíry
- Peter Foster – doprovodný člen hráčů z oaklandské klikodíry

## Děj
Příběh se odehrává v Kalifornii v období po globální jaderné válce, kde izolované zbytky lidstva přežívají v podzemních protiatomových bunkrech (zvaných klikodíry) a materiální pomoc je jim altruisticky dodávána mimozemskou civilizací z Marsu. Dospělá generace tráví veškerý volný čas hraním společenské hry s panenkou Fešandou Pat ve stylu deskové hry Monopoly, která de facto simuluje normální život před apokalypsou. Muži do detailu modelují prostředí, ženy vymýšlejí scénáře. 
Příběh graduje soubojem jednoho páru obyvatel pinoleské klikodíry s panenkou Fešandou Pat se zástupci obyvatel dalšího bunkru – oaklandské klikodíry, ti používají panenku nazvanou Společnice Connie. Kdo prohraje, přijde nejen o panenku, ale i o čest. Sdílené nadšení přeživších lidí pro tuto triviální zábavu a využívání životně důležitých zásob téměř výlučně pro hru je druhem masového klamu, který brání smysluplné obnově zničené civilizace. Nadějí této zdevastované společnosti jsou děti, které nejeví o hru absolutně žádný zájem a začínají se přizpůsobovat novému světu.

## Česká vydání
Česky vyšla povídka v následujících sbírkách nebo antologiích (k roku 2025):
Pod názvem Dny Fešandy Pat
- Výplata (Baronet, 2004)

Pod názvem Tenkrát s Parádnicí Pat
- Minority Report (II) (Argo, 2015)